# Conférence de l'épiscopat dominicain
Pour les articles homonymes, voir CED.
La Conférence de l’épiscopat dominicain (en espagnol : Conferencia del Episcopado Dominicano, abrégé CED) est une conférence épiscopale de l’Église catholique qui réunit les ordinaires de la République dominicaine.
Elle fait partie du Conseil épiscopal latino-américain (CELAM), avec une vingtaine d’autres conférences épiscopales.

## Membres
Vingt-cinq évêques font en 2022 partie de la conférence épiscopale :
- Nicolás de Jesús López Rodríguez, archevêque émérite de Saint-Domingue ;
- Freddy Antonio de Jesús Bretón Martínez (es), archevêque de Santiago de los Caballeros ;
- Héctor Rafael Rodríguez Rodríguez (es), évêque de La Vega ;
- Francisco Ozoria Acosta (es), archevêque de Saint-Domingue (« primat des Indes ») ;
- Diómedes Espinal de León (es), évêque de Mao-Monte Cristi ;
- Julio César Corniel Amaro (es), évêque de Puerto Plata ;
- Víctor Masalles (es), évêque de Baní ;
- Andrés Napoleón Romero Cárdenas (es), évêque de Barahona ;
- Jesús Castro Marte (es), évêque de Nuestra Señora de la Altagracia en Higüey ;
- Santiago Rodríguez Rodríguez (es), évêque de San Pedro de Macorís ;
- Tomás Alejo Concepción (es), évêque de San Juan de la Maguana ;
- Ramón Alfredo de la Cruz Baldera (es), évêque de San Francisco de Macorís ;
- Carlos Tomás Morel Diplán (es), évêque auxiliaire de l’archidiocèse de Santiago de los Caballeros ;
- Ramón Benito Ángeles Fernández (es), premier évêque auxiliaire de l’archidiocèse de Saint-Domingue ;
- Faustino Burgos Brisman (es), deuxième évêque auxiliaire de l’archidiocèse de Saint-Domingue ;
- José Amable Durán Tineo (es), troisième évêque auxiliaire de l’archidiocèse de Saint-Domingue ;
- Ramón Benito de la Rosa y Carpio (es), archevêque émérite de Santiago de los Caballeros ;
- Príamo Pericles Tejeda Rosario (es), évêque émérite de Baní ;
- Jesús María de Jesús Moya (es), évêque émérite de San Francisco de Macorís ;
- José Dolores Grullón Estrella (es), évêque émérite de San Juan de la Maguana ;
- Gabriel Antonio Camilo González (es), évêque émérite de La Vega ;
- Gregorio Nicanor Peña Rodríguez (es), évêque émérite de Nuestra Señora de la Altagracia en Higüey ; ;
- Rafael Leónidas Felipe y Núñez (es), évêque émérite de Barahona ;
- Fausto Ramón Mejía Vallejo (es), évêque émérite de San Francisco de Macorís ;
- Valentín Reynoso Hidalgo (es), qui a le titre d’évêque de Midès (en Tunisie), mais est aussi évêque auxiliaire émérite de l’archidiocèse de Santiago de los Caballeros.

## Historique
Une Commission épiscopale nationale de République dominicaine (Comisión Episcopal Nacional de la República Dominicana) est créée en 1954 en vue de la première Conférence générale de l’Épiscopat latino-américain, qui se tient à Rio de Janeiro au Brésil en 1955.
Les statuts de la Conférence de l’épiscopat dominicain sont acceptés par le Saint-Siège le 22 septembre 1962 ; en font alors partie Octavio Antonio Beras Rojas (archevêque de Saint-Domingue), Hugo Eduardo Polanco Brito (es) (évêque de Santiago de los Caballeros), Francisco Panal Ramírez (es) (évêque de La Vega), Juan Félix Pepén y Solimán (es) (évêque de Notre-Dame-de-la-Altagracia d’Higüey) et Tomás Francisco Reilly (es) (prélat du nullius diœcesis de San Juan de la Maguana). La première assemblée plénière se réunit en 1963. Les premières commissions épiscopales sont créées en 1966.
Le siège de la conférence épiscopale est construit à partir de 2000, et inauguré et béni le 3 juillet 2005.

## Sanctuaires
La conférence épiscopale a désigné trois sanctuaires nationaux :
- le sanctuaire Saint-Christ-des-Miracles (Santuario Nacional Santo Cristo de los Milagros) de Bayaguana[6], inauguré en 2020[7] et consacré en 2021[8] ;
- la basilique-cathédrale Notre-Dame-de-la-Altagracia d’Higüey[9] ;
- le sanctuaire Notre-Dame-de-la-Merci de Santo Cerro (nl) à Concepción de La Vega[10].